# Sinh vật hóa dưỡng

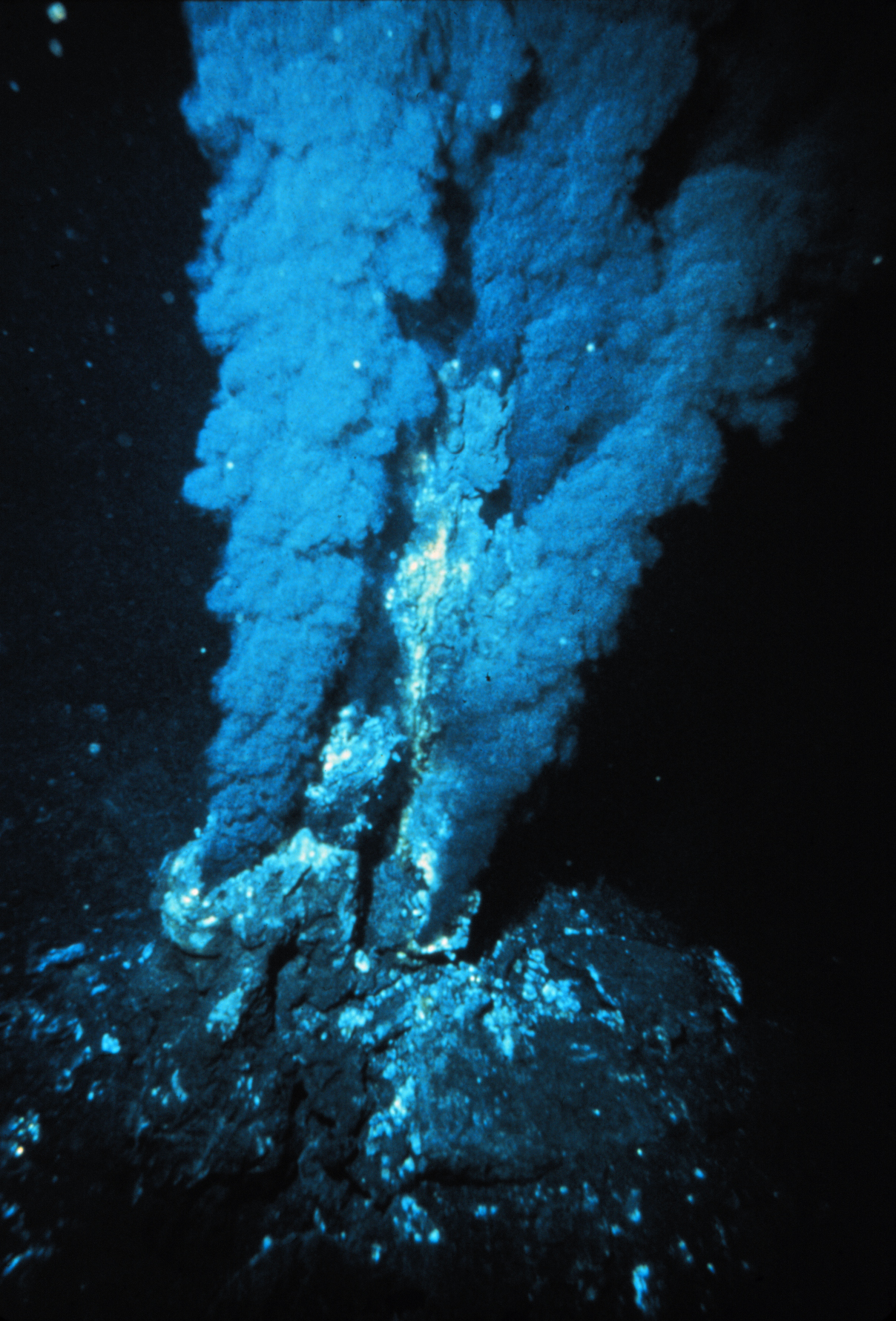
Một miệng phun thủy nhiệt dưới lòng Đại Tây Dương, nó cung cấp năng lượng và chất dinh dưỡng cho sinh vật hóa dưỡng tại đây.

Sinh vật hóa dưỡng là những sinh vật hấp thu năng lượng bằng cách oxy hóa khử các chất nhường electron trong môi trường. Những phân tử này có thể là hợp chất hữu cơ (sinh vật hóa hữu cơ dưỡng) hoặc hợp chất vô cơ (sinh vật hóa vô cơ dưỡng). Thiết kế của sinh vật hóa dưỡng thì ngược lại so với sinh vật quang dưỡng, loài sử dụng năng lượng mặt trời. Sinh vật hóa dưỡng có thể là sinh vật tự dưỡng hoặc sinh vật dị dưỡng. Sinh vật hóa dưỡng thường được tìm thấy dưới đáy biển nơi ánh sáng mặt trời không thể chạm tới bởi vì chúng không phụ thuộc vào năng lượng mặt trời. Đáy biển thường có các núi lửa dưới biển có thể cung cấp nhiệt thay cho ánh sáng mặt trời.

## Lịch sử
Ban đầu được sử dụng với ý nghĩa khác, thuật ngữ này mang ý nghĩa hiện tại theo cách sử dụng của Lwoff và các cộng sự  (1946).

## Sinh vật hóa tự dưỡng
Sinh vật hóa tự dưỡng (Chemoautotroph - Greek: Chemo (χημία) = hóa, auto (αὐτός) = tự, troph (τροφιά) = dưỡng), vừa có thể hấp thu năng lượng từ các phản ứng hóa học, vừa có thể tổng hợp tất cả những hợp chất hữu cơ cần thiết từ Cacbon dioxide. Sinh vật hóa tự dưỡng sử dụng các nguồn năng lượng vô cơ, ví dụ như Hydro sulfide, lưu huỳnh nguyên tố, sắt(II) oxit và cả hydro nguyên tố và amonia.  Hầu hết là vi khuẩn hoặc động vật nguyên sinh sống tại những môi trường không thân thiện như các miệng phun thủy nhiệt dưới đáy biển và là những sinh vật sản xuất sơ cấp trong những hệ sinh thái đó. Sinh vật hóa tự dưỡng nhìn chung thuộc về một số nhóm: cổ khuẩn sinh metan, thực vật ưa mặn, chất oxy hóa lưu huỳnh và chất khử lưu huỳnh, chất nitrat hóa, vi khuẩn anammox và sinh vật ưa nhiệt. Một ví dụ về những sinh vật chưa có nhân điển hình này là Sulfolobus. Sự phát triển của sinh vật hóa di dưỡng có thể cực nhanh, ví dụ như Thiomicrospira crunogena với tốc độ nhân đôi khoảng một tiếng đồng hồ.
Thuật ngữ "hóa tổng hợp", được đặt ra vào năm 1897 bởi Wilhelm Pfeffer, ban đầu được định nghĩa là sự sản xuất năng lượng bằng cách oxy hóa các chất vô cơ trong mối liên hệ với tính tự dưỡng – thứ mà ngày nay hẳn sẽ được gọi là hóa vô cơ tự dưỡng. Về sau, thuật ngữ này bao gồm cả hóa hữu cơ tự dưỡng, như vậy nó có thể được coi là từ đồng nghĩa với hóa tự dưỡng.

## Sinh vật hóa dị dưỡng
Sinh vật hóa dị dưỡng (Chemoheterotroph - Gr: Chemo (χημία) = hóa, hetero (ἕτερος) = dị, troph (τροφιά) = dưỡng) không có khả năng cố định cacbon để tạo nên hợp chất hữu cơ riêng cho chúng. Sinh vật hóa dị dưỡng có thể là sinh vật hóa vô cơ dị dưỡng, sử dụng các nguồn năng lượng vô cơ như lưu huỳnh; hoặc là sinh vật hóa hữu cơ dị dưỡng, sử dụng các nguồn năng lượng hữu cơ như cacbohydrat, lipid và protein. Một số loài sinh vật hóa dị dưỡng khác bao gồm con người, nấm và vi khuẩn vô cơ dưỡng.

## Vi khuẩn oxy hóa sắt và mangan
Dưới biển sâu, các vi khuẩn oxy hóa sắt hấp thu năng lượng chúng cần bằng cách oxy hóa sắt(II) thành sắt(III). Electron thêm đạt được từ phản ứng này sẽ cung cấp lực cho tế bào, thay thế hoặc bổ sung cho quá trình quang dưỡng truyền thống.
- Nhìn chung, vi khuẩn oxy hóa sắt chỉ có thể tồn tại ở những vùng có tập trung sắt cao, ví dụ như thềm nham thạch mới hoặc những khu vực có hoạt động thủy nhiệt (nơi có sắt bị hòa tan). Hầu hết các đại dương không có sắt do cả hiệu ứng oxy hóa của oxi hòa tan trong nước lẫn xu hướng các sinh vật nhân sơ hấp thụ sắt.
- Thềm nham thạch cung cấp sắt cho vi khuẩn thẳng từ vỏ Trái đất, nhưng chỉ những tảng đá mácma mới hình thành có mức độ sắt chưa bị oxy hóa đủ cao. Thêm nữa, bởi vì phản ứng cần phải có oxi nên những vi khuẩn này thường thấy ở vùng biển sát mặt nước, nơi oxi có nhiều hơn.
- Vẫn chưa biết chính xác cách các vi khuẩn sắt chiết sắt ra khỏi đá. Các nhà khoa học chấp nhận rằng có một cơ chế nào đó tồn tại có thể ăn mòn đá, có lẽ thông qua các enzym chuyên biệt hoặc các hợp chất mang nhiều FeO lên mặt nước hơn. Đã có một cuộc tranh cãi lâu dài về chuyện sự ăn mòn của đá bao nhiêu phần là do các thành phần hữu sinh và bao nhiêu có thể được quy cho các thành phần vô sinh.
- Các miệng phun thủy nhiệt cũng giải thoát một lượng lớn sắt hòa tan vào biển sâu, cho phép các vi khuẩn tồn tại. Thêm nữa, độ dốc thủy nhiệt cao quanh hệ thống miệng phun có nghĩa là một lượng vi khuẩn đa dạng có thể cùng chung sống với nhau, mỗi loài với nhiệt độ thích hợp chuyên biệt của loài đó.
- Dù cho có sử dụng phương pháp xúc tác gì, các vi khuẩn hóa tự dưỡng cung cấp một nguồn thức ăn quan trọng nhưng thường bị bỏ qua cho hệ sinh thái dưới đáy biển – nơi thường nhận được rất ít ánh sáng mặt trời và dinh dưỡng hữu cơ.

Vi khuẩn oxy hóa mangan cũng sử dụng đá nham thạch phun trào gần như theo cách tương tự; bằng cách oxy hóa Mn2+ thành Mn4+.Mangan hiếm hơn sắt nhiều trong lớp vỏ đại dương, nhưng các vi khuẩn có thể chiết xuất chúng dễ dàng hơn nhiều từ thủy tinh mácma. Thêm nữa, mỗi lần oxy hóa mangan sản sinh ra gần như gấp đôi năng lượng so với một lần oxy hóa sắt do thu được gấp đôi lượng electron. Vẫn còn có nhiều điều chưa biết về các vi khuẩn oxy hóa mangan bởi vì chúng chưa được nuôi cấy và ghi chép trên diện rộng.

## Sơ đồ

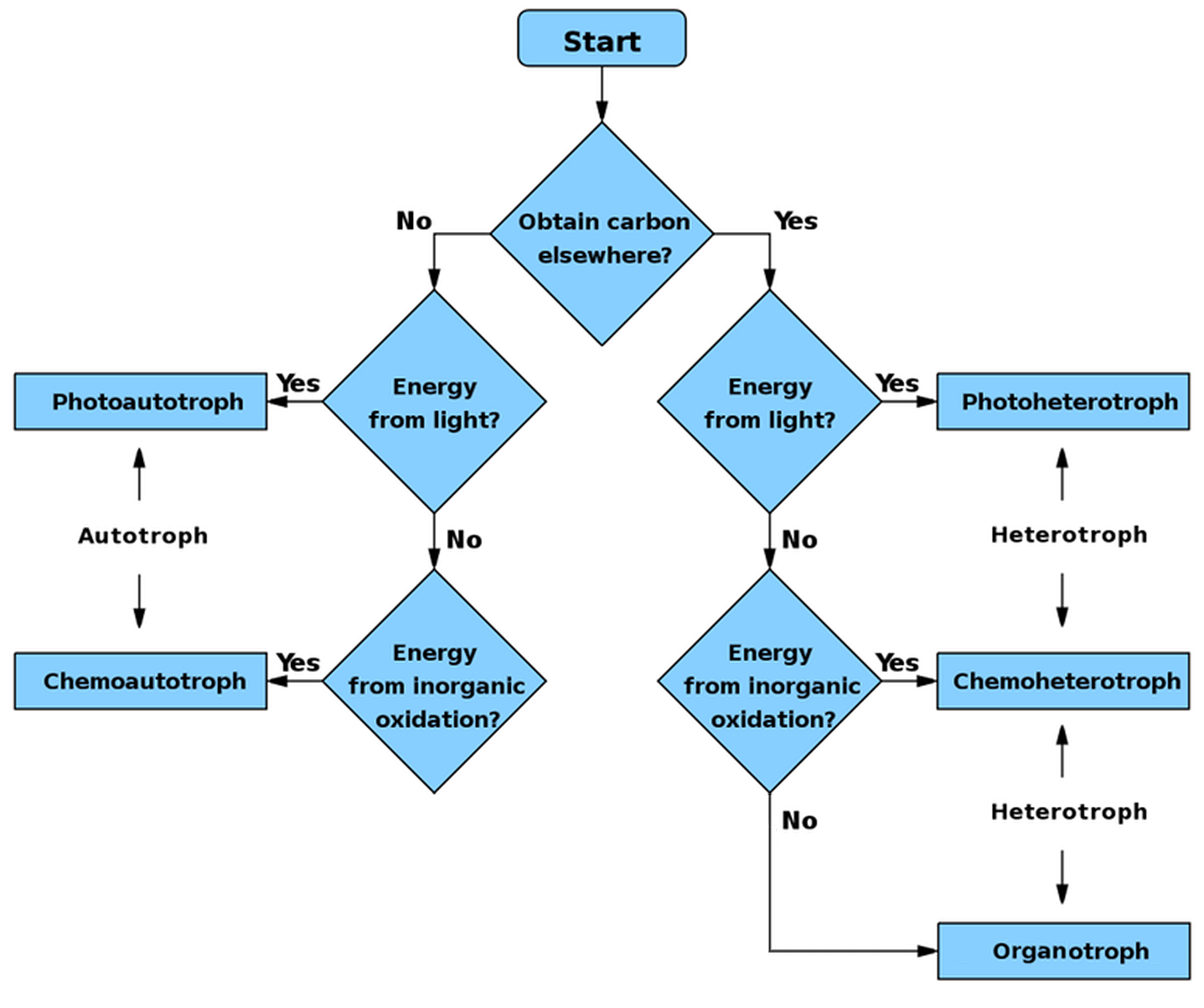
Sơ đồ giúp phân loại một loài là tự dưỡng, dị dưỡng hay là một kiểu phụ

- Sinh vật tự dưỡng
  - Sinh vật hóa tự dưỡng
  - Sinh vật quang tự dưỡng
- Sinh vật dị dưỡng
  - Sinh vật hóa dị dưỡng
  - Sinh vật quang dị dưỡng